# 내부 링크
내부 링크는 동일한 웹사이트나 도메인에 있는 이미지나 문서와 같은 다른 페이지나 리소스에 대한 웹 페이지의 하이퍼링크 유형이다.
하이퍼링크는 대상 또는 대상에 따라 "외부" 또는 "내부"로 간주된다. 일반적으로 동일한 도메인 또는 웹사이트 외부 페이지에 대한 링크는 외부 링크로 간주되는 반면, 동일한 웹페이지의 다른 섹션이나 동일한 웹사이트 또는 도메인의 다른 페이지를 가리키는 링크는 내부 링크로 간주된다. 그러나 이러한 정의는 동일한 조직이 단일 웹 경험으로 기능하는 여러 도메인을 운영할 때 흐려진다. 비보안 웹사이트에 표시되는 물건을 구매하기 위해 보안 상거래 웹사이트를 사용하는 경우. 이러한 경우 위의 정의에 따라 "외부"인 링크는 일부 목적을 위해 "내부"로 분류될 수 있다. 궁극적으로 내부 링크는 동일한 루트 디렉토리에 있는 웹 페이지 또는 리소스를 가리킨다.
유사하게 "내부"로 보이는 링크는 사실 많은 목적을 위해 외부 링크로 이루어진다. 예를 들어 워드프레스, 블로거, 텀블러와 같은 블로깅 플랫폼은 하위 도메인에서 수천 개의 서로 다른 블로그를 호스팅하며, 이러한 블로그는 전혀 관련이 없고 일반적으로 서로 알려지지 않은 작성 주체이다. 이러한 맥락에서 링크가 동일한 도메인 내의 다른 블로그가 아니라 동일한 블로그 내에서 링크된 경우에만 링크를 "내부"로 볼 수 있다.
내부 및 외부 링크 모두 웹 사이트 사용자가 다른 웹 페이지나 리소스로 이동할 수 있도록 한다. 내부 링크는 우수한 웹 사이트 탐색 및 구조를 허용하고 검색 엔진이 웹 사이트를 크롤링할 수 있도록 한다. 일부 웹 사이트의 콘텐츠 관리 시스템은 내부 링크를 최적화하는 데 다른 것보다 낫는다.

## 같이 보기
- 백링크